# أبو العينين شعيشع
أبو العينين شُعَيْشِع (22 أغسطس 1922 - 23 يونيو 2011) قارئ قرآن مصري، يُعَدُّ أحدَ أعلام المقرئين البارزين.

## سيرته
ولد أبو العينين شعيشع في مدينة بيلا بمحافظة كفر الشيخ شمال مصر. حفظ القرآن، وذاع صيته صبيًّا في حفل أُقيم بمدينة المنصورة سنة 1936.
دخل الإذاعة المصرية سنة 1939م، وكان وقتئذ متأثرًا بمحمد رفعت وكان على علاقة وطيدة به، واستعانت به الإذاعة لإصلاح الأجزاء التالفة من تسجيلات محمد رفعت، فكان من أبرع من استطاع تقليد محمد رفعت. اتخذ أبو العينين لنفسه أسلوبًا خاصًّا فريدًا في التلاوة بدءًا من منتصف الأربعينيات، وأخرج ما بصوته من إبداعات ونغَمات كان قد كتمَها إلى حين وقتها، وكان أولَ قارئ مصري يقرأ في المسجد الأقصى، وزار سوريا والعراق في الخمسينيَّات.
أُصيبَ بمرض في صوته في مطلع الستينيات، غيرَ أنه غلبه وعاد للتلاوة، وعُيِّن قارئًا لمسجد عمر مكرم سنة 1969، ثم لمسجد السيدة زينب منذ 1992. ناضل في السبعينيات لإنشاء نقابة القُرَّاء مع كبار القرَّاء وقتئذٍ مثل محمود علي البنَّا، وعبد الباسط عبد الصمد، وانتُخبَ نقيبًا لها سنة 1988.
تم تعيينه عضواً في المجلس الأعلى للشؤون الإسلامية، وعميداً للمعهد الدولي لتحفيظ القرآن الكريم. كما تم تعيينه عضواً في لجنة اختبار القراء بالإذاعة والتلفزيون، وعضواً في اللجنة العليا للقرآن الكريم بوزارة الأوقاف، وعضواً في لجنة عمارة المسجد بالقاهرة.
نال الشيخ أبو العينين شعيشع وسام الدولة في عام 1989، بالإضافة إلى وسام الرافدين من العراق، والعديد من الأوسمة الأخرى من مختلف الدول.

## وفاته
توفي يوم الخميس 21 رجب 1432هـ الموافق 23 يونيو 2011م، عن عمر يناهز 88 عامًا.

## وصلات خارجية
- أصوات من السماء - أبو العينين شعيشع